# غزو الغوريين لخراسان
كان الغزو الغوري لخراسان معركة متتالية بين الغوريين والخوارزميين والتي وقعت في خراسان بين عامي 1200 و1201.  وبعد وفاة علاء الدين تكش سنة 1200م، خلفه ابنه علاء الدين محمد . وعند ذلك طلب غياث الدين من أخيه محمد الغوري أن يستعد من الهند لمهاجمة الخوارزميين. وصل محمد الغوري من الهند بجيش كبير، بما في ذلك الفيلة .  بعد أن استعد غياث الدين ومحمد الغوري، دخلوا خراسان بجيشهم، واستولوا على نيسابور، ومرو، وسرخس، وطوس. وتوسعت قوات الغوريين حتى وصلت إلى جرجان وبستام .  كما تعرضت كوهستان، معقل الإسماعيليين ، لحملة شنها محمد الغوري، حيث نهبت ممتلكاتهم وسار إلى كناباد وهي من المدن التي جميع أهلها من الاسماعيليين وحاصرها فطلبوا الأمان ليخرجوا منها، فأمنهم، وأخرجهم وملك المدينة، مما أدى إلى وضع كل خراسان تحت سيطرة الغوريين. 

## قراءة إضافية
- "Tabaqat I Nasiri, Volume 1". 12 يناير 1881 – عبر Internet Archive.
- https://en.unesco.org/silkroad/sites/default/files/knowledge-bank-article/vol_IVa%20silk%20road_the%20ghurids.pdf
- The Chronicle of Ibn al-Athir for the Crusading Period from al-Kamil fi'l-Ta'rikh. Part 3: The Years 589–629/1193–1231: The Ayyubids after Saladin and the Mongol Menace
- Richards، D. S. (22 أبريل 2020). The Chronicle of Ibn al-Athir for the Crusading Period from al-Kamil fi'l-Ta'rikh. Part 3: The Years 589–629/1193–1231: The Ayyubids after Saladin and the Mongol Menace. Routledge. ISBN:978-1-351-89281-0 – عبر Google Books.